# موزه مردم‌نگاری استکهلم
موزه مردم‌نگاری استکهلم (به سوئدی: Etnografiska museet) یک موزهٔ علوم در شهر استکهلم، سوئد است.